# Bernard Frank (écologiste)
Pour les articles homonymes, voir Bernard Frank et Frank.
Bernard Frank, né le 7 mars 1902 à New York et mort le 15 novembre 1964, est un garde forestier et militant écologiste américain. Il est connu pour être l'un des membres de la Wilderness Society. 

## Biographie
Frank nait en 1902 à New York. Il étudie à l'université Cornell où il obtient son Baccalauréat et un Master. En 1927, il rejoint le Service des forêts des États-Unis. Il y travaille pendant 30 ans. En 1960, il devient professeur de gestion des bassins à l'université du Colorado de Fort Collins. 
En parallèle de son statut de membre de la Wilderness Society, il est également actif dans de nombreuses organisations axées sur l'environnement à l'instar de la Société des gardes forestiers américains (Society of American Foresters (SAF)). Il est l'un des créateurs de la Rock Creek Watershed Association qui a travaillé à la restauration et à la préservation de la zone autour de Rock Creek à Washington et dans le Maryland. 
Il participe, avec le juge William O. Douglas, à la création du Chesapeake and Ohio Canal National Historical Park. Un lac est d'ailleurs nommé en son honneur dans la région. 
Au cours de sa carrière, il écrit de nombreux articles et deux livres : Water, Land and People (1950) et Our Nationals Forests (1955).